# Gretchen Daily
Gretchen C. Daily, née le 19 octobre 1964 à Washington est une scientifique américaine de l'environnement et une écologiste tropicale. Elle contribue à comprendre la dépendance et les impacts de l'humanité sur la nature, et à faire progresser une approche systématique pour valoriser la nature dans les politiques, les finances, la gestion et les pratiques à travers le monde. Daily est cofondatrice et directrice de la faculté du Natural Capital Project, un partenariat mondial qui vise à intégrer les valeurs de la nature dans la prise de décision des personnes, des gouvernements, des investisseurs, des entreprises, des ONG et d'autres institutions. Avec plus de 300 partenaires dans le monde, le projet est un pionnier de la science, de la technologie et des démonstrations évolutives de développement inclusif et durable.
Basé à l'Université de Stanford, Daily est professeur Bing de sciences environnementales au Département de biologie de l'Université de Stanford, directeur du Centre de biologie de la conservation de Stanford et chercheur principal au Stanford Woods Institute for the Environment . Daily est membre élu de l'Académie nationale des sciences des États-Unis, de l'Académie américaine des arts et des sciences et de l'American Philosophical Society. Daily est un ancien membre du conseil d'administration de l'Institut Beijer pour l'économie écologique de l'Académie royale suédoise des sciences et de The Nature Conservancy.

## Enfance, éducation et débuts
Née à Washington DC, Daily grandit principalement en Californie et en Allemagne de l'Ouest, où elle obtient son diplôme d'études secondaires en 1982. Elle retourne ensuite en Californie et obtient son BS (1986), MS (1987) et Ph.D. (1992) en sciences biologiques de l'Université de Stanford.

## Carrière
En 1992, Daily reçoit le Winslow/Heinz Postdoctoral Fellow au Energy and Resources Group de l'UC Berkeley. En 1995, Daily devient chercheur interdisciplinaire Bing au département des sciences biologiques de l'université de Stanford. Pendant qu'elle est chercheuse scientifique, Daily est rédactrice en chef de Nature's Services: Societal Dependence on Natural Ecosystems, un ouvrage fondamental qui expose le cadre largement utilisé aujourd'hui pour comprendre les avantages de la nature pour les gens, avec de nombreux exemples et façons de considérer leur valeur. La Fondation Heinz note que Nature's Services " sert de modèle pour la régulation des écosystèmes dans plusieurs régions du monde et est un catalyseur pour l'Évaluation des écosystèmes pour le millénaire de l'ONU".
Après 7 ans en tant que chercheur scientifique, Daily devient professeur agrégé au Département des sciences biologiques et chercheur principal à l'Institute of International Studies (tous deux à l'Université de Stanford) en 2002. En 2002, Daily publie le livre The New Economy of Nature: The Quest to Make Conservation Profitable avec la journaliste lauréate du prix Pulitzer Katherine Ellison. Depuis, elle publie une douzaine d'autres livres, dont The Power of Trees (2012) et One Tree (2018) avec Charles J. Katz, Green Growth that Works: Natural Capital Policy and Finance Mechanisms from Around the World (2019) avec Lisa Mandle., Zhiyun Ouyang et James Salzman, et Rural Livelihood and Environmental Sustainability in China (2020) avec Jie Li, Shuzhuo Li et Marcus Feldman.
En 2005, Daily devient professeur de sciences de l'environnement au département de biologie de l'Université de Stanford, chercheur principal au Stanford Woods Institute for the Environment et passe directeur du Center for Conservation Biology de l'Université de Stanford. À partir de 2020, Daily occupe ces trois postes,.
En 2005, Daily (le chef de projet de Stanford), avec des partenaires de The Nature Conservancy et du World Wildlife Fund, crée le Natural Capital Project. L'objectif déclaré de l'organisation est "d'améliorer le bien-être des personnes et de notre planète en motivant des investissements ciblés dans la nature",. Au cours des années suivantes, le partenariat de base s'élargit pour inclure l'Université du Minnesota, l'Académie chinoise des sciences et le Stockholm Resilience Center, ainsi que plus de trois cents institutions collaboratrices. Son logiciel signature, InVEST, est open source, co-développé avec les utilisateurs, et désormais utilisé dans 185 pays pour révéler les valeurs de la nature dans des décisions spécifiques, ainsi que les risques et les coûts de sa perte. En tant que cofondatrice et directrice de la faculté de Stanford du Natural Capital Project, Daily "sert d'émissaire en chef [de l'organisation] auprès des dirigeants financiers et gouvernementaux". En 2006, Daily est membre du conseil d'administration de The Nature Conservancy. Daily est le premier professeur invité Humanitas en études de durabilité à l'Université de Cambridge en 2013.

## Travaux de recherche
Le profil académique de Daily au Center for Conservation Biology indique que "la recherche scientifique de Daily porte sur la biogéographie des campagnes et la dynamique future du changement de la biodiversité". Dans une interview, Daily a fait remarquer que "la 'biogéographie de la campagne' est un nouveau cadre conceptuel pour élucider le sort des populations, des espèces et des écosystèmes dans la 'campagne' - la fraction croissante de la surface terrestre non bâtie de la Terre dont les qualités écosystémiques sont fortement influencées par l'humanité. " Pour prévoir quels éléments de la nature survivront dans le futur, Daily étudie la capacité des réserves naturelles et des systèmes agricoles à soutenir les plantes, les animaux, les insectes et d'autres organismes,,,,.
À l'aide des résultats de recherches effectuées en biogéographie rurale, Daily et des chercheurs comme elle tentent de déterminer quelles «espèces sont les plus importantes et méritent le plus d'être protégées» et «quelle est la base scientifique pour décider» de l'importance relative des espèces dans un écosystème donné. A la question « quels espèces/systèmes méritent le plus d'être protégés ? » Daily a répondu qu'elle "tente activement de lier les changements projetés de la biodiversité et des écosystèmes aux changements des" services "à l'humanité". Elle a poursuivi en citant la « production de biens », les « processus vitaux », les « conditions vitales » et les « options (diversité génétique pour une utilisation future) » comme les services que les écosystèmes/espèces fournissent aux gens. Pour caractériser les valeurs de la nature et les risques et coûts de sa perte, elle fait avancer la science interdisciplinaire des services écosystémiques, les bienfaits de la nature pour les hommes,.
En tant que l'une des cofondatrices du Natural Capital Project, Daily emploie ses recherches pratiquement en travaillant "avec des propriétaires fonciers privés, des économistes, des avocats, des hommes d'affaires et des agences gouvernementales pour intégrer les questions environnementales dans les pratiques commerciales et les politiques publiques".

## Ouvrages

### La cigogne et la charrue
Dans ce livre, en collaboration avec Anne Howland Ehrlich et Paul R. Ehrlich, publié en 1995 par Yale University Press, les auteurs examinent l'interaction entre la population et l'approvisionnement alimentaire et proposent une stratégie pour équilibrer le nombre humain avec les besoins nutritionnels. Leurs propositions comprennent l'amélioration du statut des femmes en leur donnant une éducation égale, la réduction du racisme et des préjugés religieux, la réforme du système agricole et la réduction de l'écart croissant entre riches et pauvres.

« This generation faces a set of challenges unprecedented in their scope and severity and in the shortness of time left to resolve them. . . . The Stork and the Plow sets these out thoughtfully [and] accurately. . . . We can all hope this urgent message is carefully heeded. »

— Henry W. Kendall, Nobel laureate and Julius A. Stratton Professor of Physics, MIT

### Services de la nature
Nature's Services: Societal Dependence on Natural Ecosystems a été publié en 1997 par Island Press . Nature's Services commence par une introduction de Daily intitulée "What are Ecosystem Services" et un autre article d'introduction de Harold Mooney et Paul Ehrlich qui cherche à détailler "l'histoire fragmentaire" des services écosystémiques. Après les introductions, le livre est divisé en quatre sections distinctes qui abordent différents éléments des services écosystémiques.
La première section du livre aborde les questions économiques impliquées dans l'attribution de valeur aux services écosystémiques en premier lieu. Les deux sections suivantes décrivent les différents types de services qui peuvent être fournis par la nature, "Services généraux" et "Services fournis par les principaux biomes". La section globale des services comprend des articles tels que "Biodiversity and Ecosystem Functioning" de David Tilman, "Ecosystem Services Supplied by Soil" de Daily, Pamela Matson et Peter Vitousek et "Services Provided by Pollinators" de Gary Nabhan et Stephen Buchmann La section "Services fournis par les principaux biomes" comprend des articles sur des sujets tels que "Les écosystèmes marins" par Charles Peterson et Jane Lubchenco et "Les forêts du monde et leurs services écosystémiques" par Norman Myers.
La dernière section du livre comprend des études de cas qui présentent différents services que des écosystèmes distincts fournissent aux populations du monde entier. Les exemples incluent : « Améliorations de la qualité de l'eau par les zones humides » par Katherine Ewel et « Services écosystémiques dans une économie moderne : comté de Gunnison, Colorado » par Andrew Wilcox et John Harte. Dans la conclusion du livre, Daily fait remarquer que « les analyses de base présentées dans ce livre tentent de valoriser les écosystèmes et leurs espèces composantes uniquement dans la mesure où ils confèrent des avantages, sous la forme de biens et services vitaux, aux êtres humains », mais que cette "orientation n'empêche en aucune façon de prendre des décisions sur la base d'autres valeurs également".
Dans sa critique du livre, James Salzman a conclu que Nature's Services, contrairement à des efforts comme l'Endangered Species Act, « adopte une approche différente, potentiellement plus efficace, appelant à une reconnaissance explicite des services écosystémiques en raison des avantages directs et tangibles qu'ils procurent ». Une telle reconnaissance pourrait fournir une base d'action plus intégrée et convaincante que celles suggérées par une protection d'une seule espèce ou de la biodiversité pour la simple raison que les impacts de ces services sur les humains sont plus immédiats et indéniablement importants."

### La nouvelle économie de la nature
The New Economy of Nature: The Quest to Make Conservation Profitable a été co-écrit par Daily et Katherine Ellison et a été publié en 2002 par Island Press . Le livre présente différentes études de cas où des entreprises ou des gouvernements ont pu réellement tirer profit de leurs efforts de conservation. Un chapitre décrit comment New York "a décidé de répondre aux exigences fédérales pour améliorer la qualité de l'eau avec une option moins coûteuse, bien que plus controversée, de protéger l'intégrité du bassin versant par des achats de terres et des limites de développement, plutôt que d'adopter la solution technologique d'une installation de traitement de plusieurs milliards de dollars". Alors qu'un autre chapitre propose "une évaluation des plans de gestion et de réduction des émissions de gaz à effet de serre en développant un système mondial d'échange de carbone calqué sur l'expérience américaine en matière de pollution".
Kenneth Arrow a fait remarquer que Daily et Ellison "ont défini le nouveau mouvement visant à rendre la conservation des ressources naturelles financièrement gratifiante et illustrent de manière vivante et approfondie de nombreux cas d'activités rentables qui préservent également la biosphère".
Dans sa critique du livre, Patrick Wilson a déclaré que "la contribution la plus notable de la nouvelle économie de la nature est son message équilibré, optimiste et prudent". Il poursuit en disant que le livre "évite l'erreur selon laquelle le marché est la solution à nos défis de protection de l'environnement et que, s'il est autorisé à fonctionner sans intervention gouvernementale, il peut en quelque sorte rendre les choix politiques moins problématiques et les compromis moins intimidants". et qu' "il remet en question les éléments de l'orthodoxie environnementale qui soutiennent que le marché, en raison de son orientation à court terme et de l'accent mis sur le profit plutôt que sur la conservation, est une menace intrinsèque pour la nature et que la seule solution est une surveillance accrue du gouvernement et un engagement financier".

### Une croissance verte qui fonctionne
Green Growth That Works: Natural Capital Policy and Finance Mechanisms from Around the World a été publié en 2019 par Island Press.

## Récompenses et honneurs
Daily reçoit de nombreux prix et distinctions prestigieux tout au long de sa carrière universitaire, notamment le 21st Century Scientist Award (2000), le prix Sophie (2008), le prix international Cosmos (2009), le 16e prix annuel Heinz avec un accent particulier sur le changement global, le Midori Prize (2010), le Volvo Environment Prize (2012), le Blue Planet Prize (2017) et le Tyler Prize for Environmental Achievement (2020),,,,. Elle reçoit le prix BBVA Foundation Frontiers of Knowledge Award 2018 dans la catégorie Écologie et biologie de la conservation, conjointement avec Georgina Mace pour avoir développé des outils vitaux facilitant les politiques fondées sur la science «pour lutter contre la perte d'espèces».

## Œuvres choisies
Daily a écrit, coécrit et/ou édité cinq livres. Daily a publié environ 400 articles scientifiques et populaires,,. Elle a publié des articles dans de nombreuses revues prestigieuses, notamment Actes de l'Académie nationale des sciences des États-Unis d'Amérique, Nature et Science.
Certaines de ses publications les plus citées/influentes :
- Snyder, DeFries. R., Asner, G. et Barford, C., « Global Consequences of Land Use », Science, vol. 309, no 5734,‎ 22 juillet 2005, p. 570–574 (PMID 16040698, DOI 10.1126/science.1111772, Bibcode 2005Sci...309..570F, S2CID 5711915, lire en ligne)[37]
- Daily, Söderqvist T, Aniyar S et Arrow K, « ECOLOGY: The Value of Nature and the Nature of Value », Science, vol. 289, no 5478,‎ 21 juillet 2000, p. 395–396 (PMID 10939949, DOI 10.1126/science.289.5478.395, S2CID 27639803)[38]
- Ricketts, GC Daily, PR Ehrlich et C Michener, « Economic value of tropical forest to coffee production », Proceedings of the National Academy of Sciences, vol. 101, no 34,‎ 16 août 2004, p. 12579–12582 (PMID 15306689, PMCID 515099, DOI 10.1073/pnas.0405147101, Bibcode 2004PNAS..10112579R)[39]
- Daily, Polasky, Stephen, Goldstein, Joshua et Kareiva, Peter M, « Ecosystem services in decision making: time to deliver », Frontiers in Ecology and the Environment, vol. 7, no 1,‎ 1er février 2009, p. 21–28 (DOI 10.1890/080025, lire en ligne)[40]
- Daily et Paul R. Ehrlich, « Population, Sustainability, and Earth's Carrying Capacity », BioScience, vol. 42, no 10,‎ novembre 1992, p. 761–771 (DOI 10.2307/1311995, JSTOR 1311995)[41]